# 青年土耳其党人

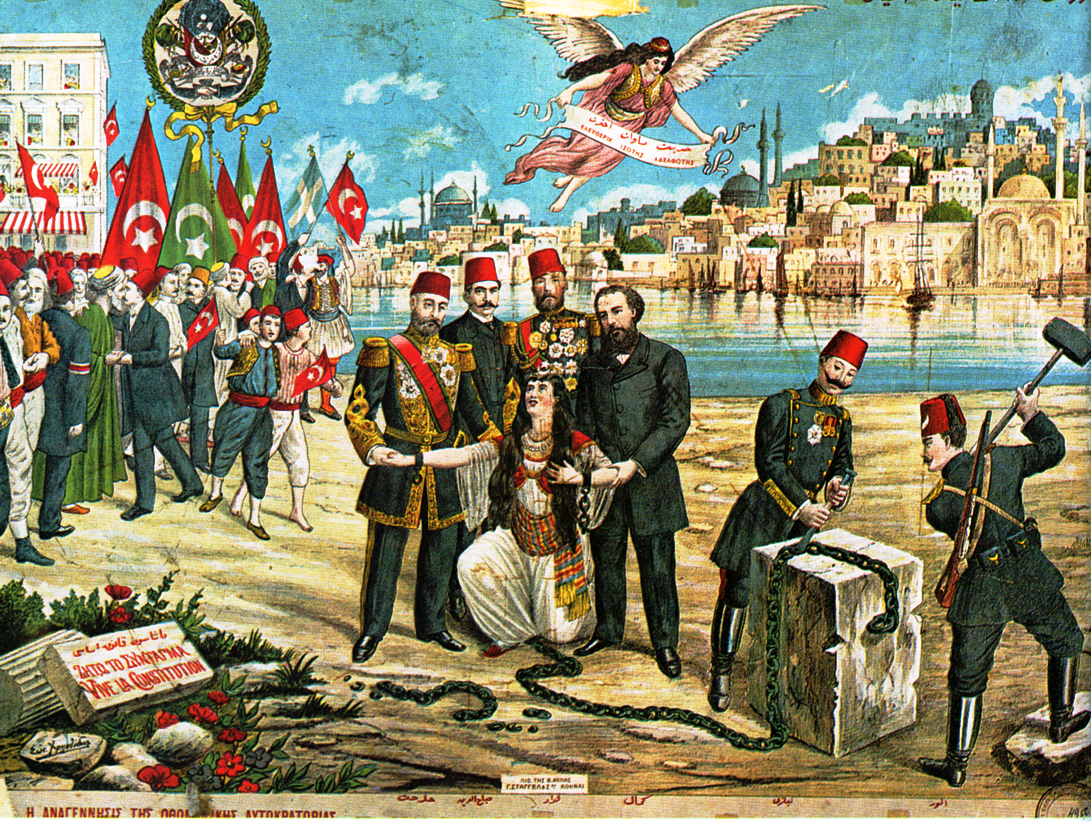
纪念青年土耳其党人革命的希腊石板印刷画，绘有青年土耳其党人米德哈特帕夏、萨巴哈丁亲王、穆罕默德·福阿德帕夏、纳米克·凯末尔，及将领尼亚齐贝伊、恩维尔帕夏；上方绘有标语自由，平等，博爱（"hürriyet, müsavat, uhuvvet"）

青年土耳其党人，指奥斯曼帝国于20世纪初期的立宪运动人士，他们最基本的主张是推翻苏丹的专制政权，实行君主立宪。1908年，青年土耳其党人发动青年土耳其党人革命，经由三三一事件废黜了专制君主阿卜杜勒·哈米德二世。革命结束后，青年土耳其党人推动重新行宪，开启二次立宪时期，建立起西式君主立宪制和议会民主政治。
1908年后，青年土耳其党人组成聯合進步委員會，揽得大权，在政治和军事领域展开改革。联合进步委员会的成员亦被西方继续称为“青年土耳其党人”。該組織曾經迫害及屠殺在鄂圖曼帝國境內的非土耳其裔少數民族及基督徒，是亞美尼亞種族滅絕在內多起大屠殺的主謀。
“青年土耳其党人”一词在英语中是“少壯派”的代名词。

## 主张
统一进步协会主张推翻阿卜杜勒·哈米德二世的专制政权，恢复1876年宪法，争取实现国家的政治经济独立，由于政变事机泄露，遭到镇压，其成员纷纷流亡国外。
流亡国外的青年土耳其党人分成不同的政治思想派别。以穆拉德为首的一派受泛伊斯兰主义思想影响，寻求与苏丹妥协的途径，仅限于要求推行温和的改革。而艾哈迈德·里扎（Ahmed Riza）的支持者始终坚持反对苏丹专制制度的斗争，要求实行普遍和平等的秘密选举，给议会广泛的权力，司法独立等。以萨巴赫丁亲王（Sabahheddin Bey，1877～1948）为首的土耳其自由主义者，则要求给各民族广泛的自治，主张欧洲列强干涉土耳其内政。
1907年12月底，里扎派的统一进步协会、萨巴赫丁派的个人主动和地方分权联盟、亚美尼亚的达什纳克会等组织在巴黎开会，达成了协议，初步实现了各派的联合。

## 历史

### 地下（1889－1906）
1889年5月伊斯坦布尔军医学院的4名学生发起建立秘密组织鄂圖曼统一协会。不久，帝国各地相继建立了秘密小组。1894年联合各地的秘密小组，成立了统一进步协会。最初领导人是艾哈迈德·里扎（1859～1930）。

### 革命（1906－1908）
1907年12月各派代表在巴黎举行联席会议，决定采取包括武装斗争在内的各种手段，以根本改变现存制度，建立议会制。1908年7月3日，统一进步协会雷斯内组织的负责人尼亚齐贝伊少校（1873～1912）率部150人首先起义。几天后，恩维尔帕夏（1881～1922）亦宣布起义。起义迅速席卷驻马其顿的第三军团和第二军团，不久统一进步协会就掌握了整个马其顿地区。7月23日起义军开进萨洛尼卡，宣布恢复1876年宪法，并通电苏丹，苏丹阿卜杜勒·哈米德二世感到大势已去，被迫于24日宣布恢复宪法，重开国会。

### 反叛
1909年4月13日凌晨331事件爆發，效忠于苏丹的首都第一军团的部分士兵发动叛乱，要求驱逐议长，取缔统一进步协会。阿卜杜勒·哈米德二世立即满足叛乱者的要求，撤换首相，并责令各省总督保护教法。萨洛尼卡的统一进步协会立即组成由马哈茂德·塞夫凯特帕夏（1856～1913）统率的“行动军”，于4月23日抵达伊斯坦布尔，26日控制了全城，叛乱失败。4月27日，青年土耳其党人通过议会废黜阿卜杜勒·哈米德二世，另立其弟穆罕默德·赖希德为苏丹，是为穆罕默德五世（1909～1918在位）。

### 宪法时代
青年土耳其党人在1909年4月废黜苏丹阿卜杜勒·哈米德二世并掌握政权以后，开始推行大奥斯曼主义和泛突厥主義，镇压民族独立运动，对外奉行亲德政策。1911－1912年，发生了意土战争。1912年，巴尔干半岛的保加利亚、希腊、塞尔维亚和门的内哥罗（黑山）等4个王国结成同盟，发动共同反对奥斯曼帝国的第一次巴尔干战争。至11月中旬，奥斯曼帝国在巴尔干的属地只剩君士坦丁堡等5处。12月16日奥斯曼帝国与4个交战国在伦敦开始议和谈判。1913年1月23日，奥斯曼帝国国内发生政变，新政府在德国的支持下，态度强硬，和谈破裂。2月3日，战事再起。4月22日奥斯曼帝国再次求和。5月30日与4国签订《伦敦条约》。
聯合進步委員會执政后，因内部主张的分歧而于1911年开始分裂。主张更趋向自由、分权的派系另组自由和谐党，而联合进步委员会的主张则更倾向民族主义和中央集权。两派在1912年展开长达一年的政治对抗，在1912年奥斯曼帝国大选中，联合进步委员会以操控手段大获全胜，赢得275个众议院席位中的269个，引来自由派军官不满，他们发动政变掌握政权。1913年，联合进步委员会的首脑“三帕夏”（恩维尔帕夏、塔拉特帕夏、傑馬爾帕夏）发动突袭高门政变，再度掌握政权。
“三帕夏”寡头政权对外奉行亲德政策，将奥斯曼帝国拖进第一次世界大战的深渊。1914年11月2日，奥斯曼帝国在德国拉拢下，宣布同英、法、俄断交，11月12日宣布對協約國“圣战”。俄、土军队立即交战，土军第九集团军被围歼，损失7万多人。1918年奥斯曼帝国在协约国军队的攻击下投降。1918年10月30日签订的《穆德洛斯停戰協定》，标志着青年土耳其党人政权的终结。同年11月4日统一进步党举行非常大会，决定自行解散，党魁恩维尔帕夏等人逃亡国外。

## 著名人物

### 活动家
- 纳米克·凯末尔：法国革命的概念支持者和民族主义诗人、翻译、新闻工作者和社会改革者。
- 阿卜杜拉·杰夫德特：生物唯物主义支持者，後來則宣揚巴哈伊信仰。
- 齐亚·格卡尔普：世俗民族主义理论家和先驱社会学家，受现代西欧文化和法國社會學家涂爾干影响。
- 奥斯曼·哈姆迪贝伊：画家，君士坦丁堡一专门研究艺术学校所有者（1883）。
- 優素福·阿克楚拉：韃靼族世俗全国思想体系新闻工作者，反对鄂圖曼主義和泛突厥主義的支持者。
- 阿加·埃芬迪：建立了第一土耳其报纸，并且作为邮政局长，给奥斯曼帝国带来邮票。
- 阿里·苏阿维
- 努里·貝伊
- 阿耶圖拉·貝伊
- 勒菲克·貝伊

### 总督
- 齐亚帕夏

### 军官
- 雷塞特·贝伊
- 恩维尔·帕夏

## 曾經發動的大屠殺
青年土耳其黨作為種族主義及國家主義的土耳其組織，主張驅趕及滅絕境內及鄰國的非土耳其裔及基督徒，包括發動下列大屠殺：
- 亞美尼亞種族滅絕
- 亞述人種族大屠殺
- 希臘種族滅絕